# Miasteczko Salem (miniserial)
Miasteczko Salem – amerykański serial grozy z 2004 roku na podstawie powieści Stephena Kinga.

## Główne role
- Rob Lowe – Ben Mears
- Andre Braugher – Matt Burke
- Donald Sutherland – Richard Straker
- Samantha Mathis – Susan Norton
- Robert Mammone – Dr James Cody
- Dan Byrd – Mark Petrie
- Rutger Hauer – Kurt Barlow
- James Cromwell – Ojciec Donald Callahan
- Andy Anderson – Charlie Rhodes
- Robert Grubb – Larry Crockett
- Steven Vidler – Szeryf Parkins
- Penny McNamee – Ruth Crockett
- Brendan Cowell – Dud Rogers
- Christopher Morris – Mike Ryerson
- Todd MacDonald – Floyd Tibbits
- Bree Desborough – Sandy
- Paul Ashcroft – Royce
- Elizabeth Alexander – Ann Norton
- Julia Blake – Eva Prunier
- Martin Vaughan – Ed „Weasel” Craig
- André de Vanny – Danny Glick
- Zac Richmond – Ralphie Glick
- Rebecca Gibney – Marjorie Glick
- Joe Petruzzi – Tony Glick
- Tara Morice – Joyce Petrie

## Fabuła
Pisarz Ben Mears powraca do rodzinnego miasteczka Salem, by napisać swoją nową książkę. Zaraz po tym do miasteczka przybywa handlarz antykami – Richard Straker ze wspólnikiem Kurtem Barlowem. Od tej pory w miasteczku ludzie zaczynają umierać na ostrą anemię. Okazuje się, że Kurt Barlow jest wampirem i zamierza osiedlić się w Salem na stałe. Mears może liczyć tylko na szeryfa Parkinsa, nauczyciela Matta Burke’a, miejscowego ucznia Marka Petrie, ojca Donalda Callahana oraz początkowo także kelnerkę Susan Norton...

## Nagrody i nominacje
Nagrody Saturn 2004
- Najlepsza prezentacja telewizyjna (nominacja)
- Najlepsza drugoplanowa aktorka telewizyjna – Samantha Mathis (nominacja)

Nagroda Emmy 2005
- Najlepsza muzyka w miniserialu, filmie lub specjalna (underscore w dramacie) – Lisa Gerrard, Christopher Gordon (nominacja)